# 羽栗郡
羽栗郡（日语：／ Haguri gun */?）是日本美濃國及岐阜縣轄下的一个郡，下辖2町46村，已於1896年4月18日因與中島郡合併為羽島郡而廢除郡建置。

## 沿革
- 古代尾張國葉栗郡的一部分。安土桃山時代洪水令木曾川流向改變而將葉栗郡分開，靠近美濃國一邊的葉栗郡轉屬美濃國，並將葉字改為羽字。
- 明治以後改屬岐阜縣
- 明治二十二年（1889年）7月1日 町村制實行（2町46村）
  - 笠松町（笠松町）
  - 中野村、園城寺村、無動寺村、江川村、米野村（下羽栗村 → 笠松町）
  - 長池村、田代村、北及村、門間村（松枝村 → 笠松町）
  - 竹鼻町（羽島市）
  - 南宿村、市場村、北宿村、直道村、坂井村、小荒井村、南之川村（足近村 → 羽島市）
  - 島村、西小熊村、東小熊村、川森村（小熊村 → 羽島市）
  - 本郷村、平方村、淺平村、間島村（福壽村 → 羽島市）
  - 坂丸村、不破一色村、森村、光法寺村、南及村（正木村 → 羽島市）
  - 野中村、三宅村、伏屋村、若宮地村、平島村（上羽栗村 → 岐南町）
  - 下印食村、德田村、上印食村、藥師寺村（八劍村 → 岐南町）
  - 柳津村（柳津町 → 岐阜市）
  - 川島村（川島町 → 各務原市）
  - 下中屋村、神置村、成清村、大佐野村、上中屋村、松本村（中屋村 → 稻羽町 → 各務原市）
- 明治二十九年（1896年）4月18日 與中島郡合併為羽島郡。